# Metallica (besouro)
Metallica é um tipo de besouro da família Carabidae, contendo as seguintes espécies: 
- Metallica aeneipennis (Dejean, 1831)
- Metallica capeneri Basilewsky, 1960
- Metallica mashunensis Peringuey, 1904
- Metallica purpuripennis Chaudoir, 1872
- Metallica rufoplagiata Basilewsky, 1956
- Metallica viridipennis Chaudoir, 1872